# Мосгаз (телесериал)
«Мосгаз» — российский восьмисерийный детективный телевизионный художественный фильм 2012 года, снятый режиссёром Андреем Малюковым. Сценарий фильма отдалённо основан на пяти преступлениях, совершённых в Москве одним из первых советских серийных убийц Владимиром Ионесяном, в период с декабря 1963 по январь 1964 года.
В России премьера состоялась на «Первом канале» 29 октября 2012 года. В 2014 году телесериал был награждён премией «Золотой орёл» в номинации «Лучший телефильм или мини-сериал (до 10 серий)».
Телесериал «Мосгаз» является первым в серии детективов о майоре Черкасове. Приключения майора Ивана Черкасова продолжились в телесериалах:
- «Мосгаз» (2012);
- «Палач» (2014);
- «Паук» (2015);
- «Шакал» (2016);
- «Операция „Сатана“» (2018);
- «Формула мести» (2019);
- «Катран» (2020);
- «Западня» (2021);
- «Последнее дело Черкасова» (2023);
- «Метроном» (2024).
- «Розыгрыш» (2025).

## Сюжет
1 декабря 1962 года Никита Хрущёв посещает выставку художников-авангардистов в Манеже и обрушивает волну резкой критики на молодого амбициозного художника Стаса Шелеста.
Через некоторое время неизвестный убивает мальчика Серёжу Чеботаря.
Делом занимаются майор Иван Черкасов и лейтенант-криминалист Соня Тимофеева, которым с помощью единственного свидетеля — друга Серёжи Славика Карпухина, — удаётся составить приблизительный портрет убийцы: мужчина в очках, тёмном пальто, ушанке, с бородой и усами. В квартиры он проникает, говоря «Мосгаз. Откройте!».
В конечном итоге улики и подозрения выводят Черкасова и Соню на Стаса Шелеста (который, по совместительству, друг Сони), и его друзей-актёров, один из которых, Влад Вихров, влюбляется в Соню, но погибнут ещё восемь человек, прежде чем настоящий убийца наконец раскроет себя.

## Роли исполняют

### В главных ролях
- Андрей Смоляков — Иван Петрович Черкасов, майор милиции (серии 1-5 и 8), капитан милиции (серии 5-8), начальник уголовного розыска районного отделения милиции
- Марина Александрова — Софья (Соня) Борисовна Тимофеева, младший лейтенант милиции, эксперт-криминалист  (прототип — Софья Файнштейн)
- Максим Матвеев — Владислав (Влад) Георгиевич Вихров, певец, артист Московского государственного театра музыкальной комедии
- Юрий Чурсин — Станислав (Стас) Петрович Шелест (Нилин), художник-декоратор в Московском государственном театре музыкальной комедии
- Агния Кузнецова — Наталья Васильевна Строева, художник, подруга Сони Тимофеевой и девушка Стаса Шелеста
- Светлана Ходченкова — Ирина Викторовна Лаврова, артистка кордебалета в Московском государственном театре музыкальной комедии, подруга Влада Вихрова (прототип — Алевтина Дмитриева)
- Екатерина Климова — Вера Ильинична Томилина, жена (затем — бывшая жена) Ивана Черкасова, официантка.
- Даниэла Стоянович — Маргарита Семёновна Карпухина, врач-педиатр, мать Славика
- Анатолий Кузнецов — Анатолий Тимофеев, генерал, дед Сони, фронтовой друг Ивана Черкасова
- Александр Дробитько — Славик Карпухин, сын Маргариты Семёновны (прототип — Артём Фролов)

### В ролях
- Роман Мадянов — Эдуард Максимович Самойленко, директор Московского государственного театра музыкальной комедии
- Алексей Бардуков — Алексей Гаркуша, старший лейтенант милиции, оперативник
- Юрий Тарасов — Никита Васильевич Пожидаев, майор милиции, сотрудник МУРа
- Анатолий Гущин — Василий Пермяк, оперативник
- Владимир Юматов — Григорий Михайлович Чудовский, журналист, фронтовой друг Ивана Черкасова
- Евгения Дмитриева — Алевтина Матвеевна Чеботарь, библиотекарь, жена Игоря Васильевича, мать Серёжи
- Владислав Ветров — Игорь Васильевич Чеботарь, технолог ткацкой фабрики, муж Алевтины Матвеевны, отец Серёжи
- Игорь Савочкин — Николай Арсеньевич Агеев, подозреваемый в серии жестоких убийств
- Луиза Мосендз — Зинаида Васильевна Кац, эксперт
- Вадим Андреев — Фёдор Григорьевич Саблин, полковник милиции, начальник МУРа, бывший фронтовик
- Борис Каморзин — Дмитрий Романович Перетягин
- Алефтина Евдокимова — Кира Ильинична, мать первой жены Черкасова
- Раиса Рязанова — тётя Даша, помощница в доме генерала Тимофеева
- Алина Ольшанская — Потапова
- Даниил Кокин — Цепляев («Костыль»)
- Анастасия Шалонько — Валя, соседка и подруга Славика Карпухина
- Сергей Лосев — Никита Сергеевич Хрущёв, Первый секретарь ЦК КПСС (озвучил Сергей Безруков)
- Вячеслав Чепурченко — Юрков, сержант, участковый инспектор милиции
- Денис Курочка — Алик Фатьянов, фотограф-криминалист
- Олег Васильков — «Тугрик», бывший зек, тайный осведомитель Ивана Черкасова
- Семён Трескунов — Серёжа Чеботарь («Чёбот»), сын Игоря Васильевича и Алевтины Матвеевны (прототип — Константин Соболев)

## Критика
Хотя промореклама сериала в первую очередь ссылалась на Ионесяна, сам сериал является очень вольным изложением реальных событий и заимствует крайне мало реальных деталей из дела Ионесяна. Сценаристка Зоя Кудря объяснила расхождения так:
Да, за основу сюжета сериала «МосГаз» взята реальная история, когда в столице стал действовать первый в истории нашего государства серийный маньяк. Ну, а дальше всё — выдумка. У меня была жёсткая установка для продюсера сериала Дениса Евстигнеева. Писать восемь серий про какого-то идиота, который размахивает топориком и тащит из дома какие-то тренировочные штаны, не буду. Человек был неадекватен и за 20 копеек убивал людей. Поэтому к реальному маньяку Ионесяну наша история не имеет прямого отношения.
Согласно газете «Собеседник», авторы сериала решили показать историю не об Ионесяне и его преступлениях, а о времени, когда это происходило, и поэтому образ «МосГаза» в сериале во многом романтизирован, а само сочетание «МосГаз-Ионесян» было использовано для пиара.
Предположительно, всех сотрудников МУРа, которые занимались делом Ионесяна, на момент премьеры сериала уже не было в живых (криминалист Софья Файнштейн, которая создавала фоторобот Ионесяна, умерла за полгода до премьеры 25 мая 2012 года).
Руководитель пресс-группы МУРа Алексей Бахромеев заявил, что сюжет полностью «высосан из пальца», отметив, что сумел посмотреть только полторы серии, и что авторы сериала официально за консультацией в МУР не обращались.